# Hươu sừng ngắn thân bé
Hươu sừng ngắn thân bé (Mazama nana) là một loài động vật có vú trong họ Hươu nai, bộ Guốc chẵn. Loài này được Hensel mô tả năm 1872.

## Hình ảnh

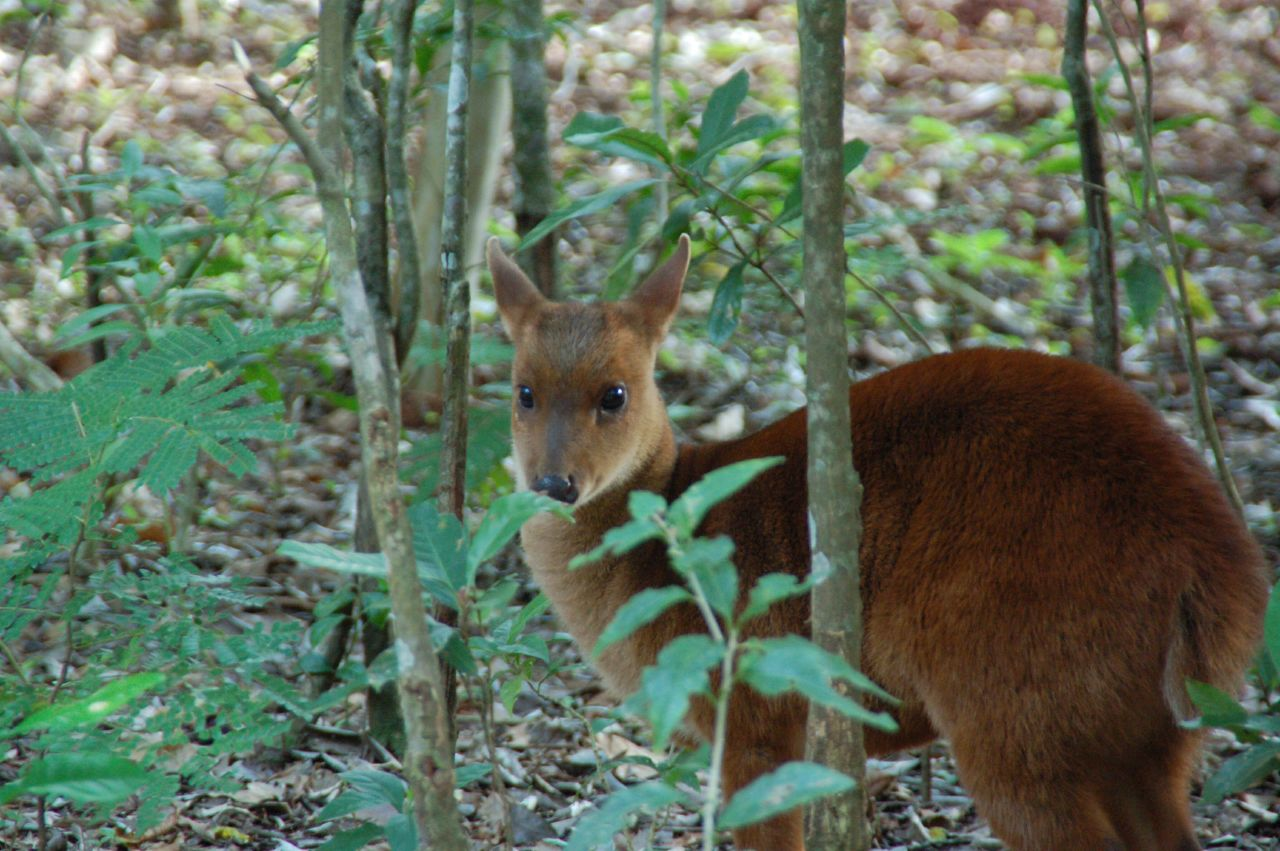
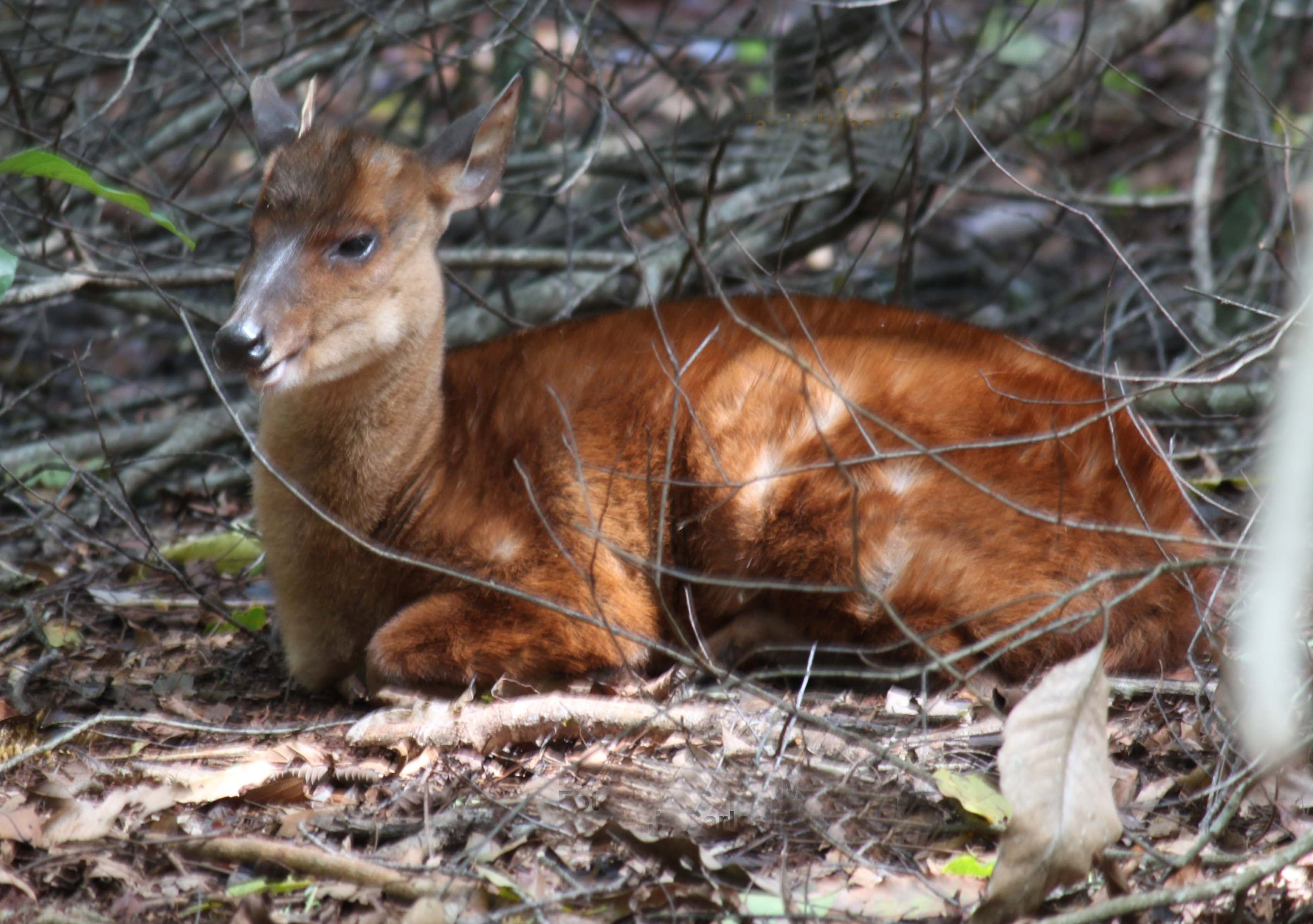